# Aristaea acares
Aristaea acares är en fjärilsart som först beskrevs av Turner 1939.  Aristaea acares ingår i släktet Aristaea och familjen styltmalar. Inga underarter finns listade i Catalogue of Life.